# Rizzoli & Isles
Rizzoli & Isles es una serie de televisión de TNT, es protagonizada por Angie Harmon como la detective de policía Jane Rizzoli y Sasha Alexander como la patóloga forense Maura Isles. El drama, de una hora de duración por capítulo, se basa en la serie de novelas Rizzoli & Isles de Tess Gerritsen. Se estrenó el 12 de julio de 2010.
La serie finalizó el 5 de septiembre de 2016.

## Sinopsis
La historia de fondo de la serie está inspirada en "El cirujano". La detective de Boston, Jane Rizzoli, (Angie Harmon) estaba investigando a un asesino en serie llamado Charles Hoyt (Michael Massee) un tiempo antes del comienzo de la serie. Hoyt, quien fue expulsado de la escuela de medicina por propasarse con uno de los cadáveres, usó su vasto conocimiento médico para, sistemáticamente, torturar y matar a mujeres vulnerables. Finalmente captura a Rizzoli y la clava al suelo con escalpelos. Mientras se prepara para cortar la garganta de Rizzoli, su compañero, Vince Korsak (Bruce McGill), le dispara a Hoyt y salva la vida de Rizzoli.
El piloto de la serie, "Ve uno. Haz uno. Enseña a uno", está basado en gran parte en la novela "El Aprendiz". Rizzoli y la examinadora médica Maura Isles (Sasha Alexander) investigan a un asesino con el modus operandi de Hoyt, además de estar interesado en la necrofilia. Rizzoli y Isles descubren que el imitador es un soldado llamado John Stark (Brendan McCarthy) quien conoció a Hoyt en la escuela de medicina, cuya identidad había sido borrada por las operaciones negras de la CIA, y que copió el modus operandi de Hoyt en asesinatos durante dichas operaciones. Mientras tanto, Hoyt escapa de prisión y se reúne con su aprendiz. Ambos capturan a Rizzoli e intentan asesinarla, pero ella se las arregla para separarlos, atacando a Hoyt en el ojo con una bengala. Para defenderse Rizzoli dispara al aprendiz hasta que muere y, cuando Hoyt alcanza el arma de Rizzoli, ella le dispara a través de sus manos, causándole heridas similares a las que él le causó a ella.
Nuevas tramas aparecen cuando Rizzoli y Isles descubren que una reciente víctima de asesinato es en realidad el anterior medio hermano desconocido de Isles, lo que lleva al descubrimiento de que su padre es un conocido criminal llamado Patrick Doyle.
Hoyt regresa dieciocho meses después mediante otra aprendiza, Lola (Scottie Thompson), en "Soy tu hombre del saco". Tras haber asesinado al abusivo esposo de Lola dos años antes, Hoyt usa su Síndrome de Estocolmo en su provecho para acosar a Rizzoli. Lola seduce y captura a Frankie Rizzoli (Jordan Bridges) antes de atar a Jane. Ella planea secuestrar a Jane hasta que Hoyt pueda escapar de prisión, pero Rizzoli se las arregla para distraer a Lola el tiempo suficiente para que Frankie mate a Lola con su propio revólver.

## Producción
El proyecto estuvo sin título en la pizarra de los desarrolladores de TNT en marzo de 2008. En octubre de 2009, TNT emitió un piloto bajo el título original Rizzoli. El guion del piloto fue escrito por Janet Tamaro.
Los anuncios de los protagonistas empezaron a finales de octubre. Angie Harmon fue la primera actriz de reparto, en el rol de la detective de policía Jane Rizzoli. Sasha Alexander llegó próxima a la pizarra, para representar a la médica examinadora Doctora Maura Isles. Bruce McGill firmó como compañero de Rizzoli, Vince Korsak. Su actual compañero, Barry Frost, está representado por Lee Thompson Young. El rol del hermano menor de Rizzoli, Frankie, fue llenado por Jordan Bridges. A mediados de noviembre, Lorraine Bracco entró como la madre de Rizzoli, Angela. A principios de 2010, Billy Burke fue anunciado como el agente del FBI Gabriel Dean
A principios de enero, TNT le dio luz verde al piloto de la serie bajo el nuevo título de Rizzoli & Isles. Diez episodios fueron emitidos. Los informes de estado de abril anunciaron que el show se estrenaría el 12 de julio de 2010, producido por Paramount Pictures, en Hollywood, California.
Debido al acuerdo de publicitar a MillerCoors y Turner Broadcasting para la temporada de verano del 2010, las series incluyeron productos para MGD 64, incluyendo carteleras en el fondo de algunas escenas. Además, la primera temporada fue publicitada por Vonage.
La serie fue renovada para una segunda temporada de quince episodios el 30 de julio de 2010, después de haber emitido al aire tres episodios, que se estrenaron el 11 de julio de 2011. El 5 de agosto de 2011, TNT ordenó una tercera temporada de quince episodios, a estrenarse el verano de 2012. Nuevamente, en agosto de 2012, TNT dio luz verde para una cuarta temporada de 15 episodios, que saldría al aire en 2013.

## Reparto
| Angie Harmon       | Jane Clementine Rizzoli          | Principal  | Principal  | Principal | Principal | Principal  | Principal  | Principal | Principal | Principal | Principal | Principal | Principal | Principal | Principal | Principal | Principal | Principal | Principal | Principal | Principal | Principal | Principal | Principal | Principal | Principal | Principal | Principal | Principal | Principal | Principal | Principal | Principal | Principal | Principal | Principal | Principal | Principal | Principal | Principal | Principal | Principal | Principal | Principal | Principal | Principal | Principal | Principal | Principal | Principal | Principal | Principal | Principal | Principal | Principal | Principal |  |  |  |  |  |
| Sasha Alexander    | Maura Dorothea Isles             | Principal  | Principal  | Principal | Principal | Principal  | Principal  | Principal | Principal | Principal | Principal | Principal | Principal | Principal | Principal | Principal | Principal | Principal | Principal | Principal | Principal | Principal | Principal | Principal | Principal | Principal | Principal | Principal | Principal | Principal | Principal | Principal | Principal | Principal | Principal | Principal | Principal | Principal | Principal | Principal | Principal | Principal | Principal | Principal | Principal | Principal | Principal | Principal | Principal | Principal | Principal | Principal | Principal | Principal | Principal | Principal |  |  |  |  |  |
| Lorraine Bracco    | Angela Rizzoli                   | Principal  | Principal  | Principal | Principal | Principal  | Principal  | Principal | Principal | Principal | Principal | Principal | Principal | Principal | Principal | Principal | Principal | Principal | Principal | Principal | Principal | Principal | Principal | Principal | Principal | Principal | Principal | Principal | Principal | Principal | Principal | Principal | Principal | Principal | Principal | Principal | Principal | Principal | Principal | Principal | Principal | Principal | Principal | Principal | Principal | Principal | Principal | Principal | Principal | Principal | Principal | Principal | Principal | Principal | Principal | Principal |  |  |  |  |  |
| Bruce McGill       | Vincent "Vince" Walter Korsak    | Principal  | Principal  | Principal | Principal | Principal  | Principal  | Principal | Principal | Principal | Principal | Principal | Principal | Principal | Principal | Principal | Principal | Principal | Principal | Principal | Principal | Principal | Principal | Principal | Principal | Principal | Principal | Principal | Principal | Principal | Principal | Principal | Principal | Principal | Principal | Principal | Principal | Principal | Principal | Principal | Principal | Principal | Principal | Principal | Principal | Principal | Principal | Principal | Principal | Principal | Principal | Principal | Principal | Principal | Principal | Principal |  |  |  |  |  |
| Lee Thompson Young | Barold "Barry" Frost             | Principal  | Principal  | Principal | Principal |            |            |           |           |           |           |           |           |           |           |           |           |           |           |           |           |           |           |           |           |           |           |           |           |           |           |           |           |           |           |           |           |           |           |           |           |           |           |           |           |           |           |           |           |           |           |           |           |           |           |           |  |  |  |  |  |
| Jordan Bridges     | Francesco "Frankie" Rizzoli, Jr. | Principal  | Principal  | Principal | Principal | Principal  | Principal  | Principal | Principal | Principal | Principal | Principal | Principal | Principal | Principal | Principal | Principal | Principal | Principal | Principal | Principal | Principal | Principal | Principal | Principal | Principal | Principal | Principal | Principal | Principal | Principal | Principal | Principal | Principal | Principal | Principal | Principal | Principal | Principal | Principal | Principal | Principal | Principal | Principal | Principal | Principal | Principal | Principal | Principal | Principal | Principal | Principal | Principal | Principal | Principal | Principal |  |  |  |  |  |
| Brian Goodman      | Sean Cavanaugh                   | Recurrente | Recurrente | Principal | Principal | Recurrente |            |           |           |           |           |           |           |           |           |           |           |           |           |           |           |           |           |           |           |           |           |           |           |           |           |           |           |           |           |           |           |           |           |           |           |           |           |           |           |           |           |           |           |           |           |           |           |           |           |           |  |  |  |  |  |
| Idara Victor       | Nina Holiday                     |            |            |           |           | Recurrente | Principal  | Principal |           |           |           |           |           |           |           |           |           |           |           |           |           |           |           |           |           |           |           |           |           |           |           |           |           |           |           |           |           |           |           |           |           |           |           |           |           |           |           |           |           |           |           |           |           |           |           |           |  |  |  |  |  |
| Adam Sinclair      | Kent Drake                       |            |            |           |           |            | Recurrente | Principal |           |           |           |           |           |           |           |           |           |           |           |           |           |           |           |           |           |           |           |           |           |           |           |           |           |           |           |           |           |           |           |           |           |           |           |           |           |           |           |           |           |           |           |           |           |           |           |           |  |  |  |  |  |

## Temporadas
| Temporada | Temporada | Episodios | Episodios | Emisión original    | Emisión original         |
| Temporada | Temporada | Episodios | Episodios | Primera emisión     | Última emisión           |
| --------- | --------- | --------- | --------- | ------------------- | ------------------------ |
|           | 1         | 10        | 10        | 12 de julio de 2010 | 13 de septiembre de 2010 |
|           | 2         | 15        | 15        | 11 de julio de 2011 | 26 de diciembre de 2011  |
|           | 3         | 15        | 15        | 5 de junio de 2012  | 25 de diciembre de 2012  |
|           | 4         | 16        | 16        | 25 de junio de 2013 | 18 de marzo de 2014      |
|           | 5         | 18        | 18        | 17 de junio de 2014 | 17 de marzo de 2015      |
|           | 6         | 18        | 18        | 16 de junio de 2015 | 15 de marzo de 2016      |
|           | 7         | 13        | 13        | 6 de junio de 2016  | 5 de septiembre de 2016  |

## Audiencias
| Temporada | Hora (EST)        | Número de episodios | Comienzo            | Comienzo                | Comienzo     | Final                    | Final                   | Final                     | Año       | Ranking | Audiencia |
| Temporada | Hora (EST)        | Número de episodios | Día                 | Audiencia (en millones) | 18–49 Rating | Día                      | Audiencia (en millones) | 18–49 Índice de audiencia | Año       | Ranking | Audiencia |
| --------- | ----------------- | ------------------- | ------------------- | ----------------------- | ------------ | ------------------------ | ----------------------- | ------------------------- | --------- | ------- | --------- |
| 1         | Lunes 10:00 p. m. | 10                  | 12 de julio de 2010 | 7.55                    | 2.1          | 13 de septiembre de 2010 | 6.56                    | 1.5                       | 2010      | —       | —         |
| 2         | Lunes 10:00 p. m. | 15                  | 11 de julio de 2011 | 6.38                    | 1.2          | 26 de diciembre de 2011  | 5.79                    | 1.1                       | 2011      | —       | —         |
| 3         | Martes 9:00 p. m. | 15                  | 5 de junio de 2012  | 5.62                    | 1.2          | 25 de diciembre de 2012  | 4.42                    | 0.8                       | 2012      | #3      | 7.40      |
| 4         | Martes 9:00 p. m. | 16                  | 25 de junio de 2013 | 6.64                    | 1.4          | 18 de marzo de 2014      | 3.58                    | 0.7                       | 2013 – 14 | —       | —         |
| 5         | Martes 9:00 p. m. | 18                  | 17 de junio de 2014 | 5.81                    | 1.0          | 17 de marzo de 2015      | 3.62                    | 0.6                       | 2014 – 15 | —       | —         |
| 6         | Martes 9:00 p. m. | 18                  | 16 de junio de 2015 | 4.39                    | 0.7          | 15 de marzo de 2016      | 2.92                    | 0.5                       | 2015 – 16 | —       | —         |
| 7         | Lunes 9:00 p. m.  | 13                  | 6 de junio de 2016  | 3.91                    | 0.6          | 5 de septiembre de 2016  | 5.26                    | 0.7                       | 2016      | TBA     | TBA       |

## Premios y nominaciones
| Año  | Asociación             | Categoría                                 | Nominado(s)      | Resultado |
| ---- | ---------------------- | ----------------------------------------- | ---------------- | --------- |
| 2012 | Young Artist Awards    |                                           | Cameron Monaghan | Nom       |
| 2014 | People's Choice Awards | Actriz Favorita de televisión por cable   | Angie Harmon     | Nominada  |
| 2015 | People's Choice Awards | Actriz Favorita de televisión por cable   | Angie Harmon     | Ganadora  |
| 2015 | People's Choice Awards | Serie de televisión favorita de por cable | Rizzoli & Isles  | Nom       |
| 2016 | People's Choice Awards | Actriz Favorita de televisión por cable   | Sasha Alexander  | Ganadora  |